# Kino Beseda (Brno)

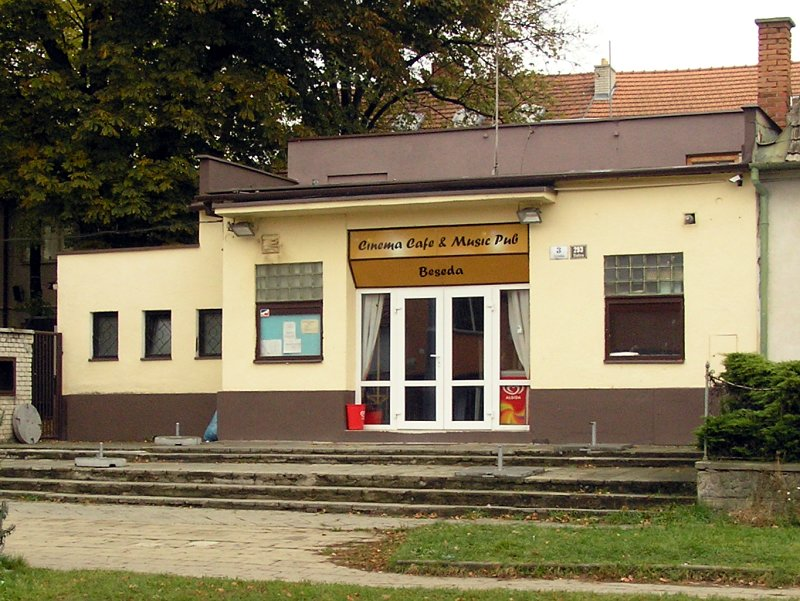
Budova kina Beseda dnes

## Historický vývoj

### První počátky
Než lze přistoupit k samotným počátkům veřejných projekcí v městské části Brno-Slatina, je nutno říci něco o organizaci místních odborů. V tehdejším brněnském obvodu X založilo 16. srpna 1903 několik občanů samostatnou tělocvičnou (resp. tělovýchovnou) jednotu Sokol. V jejím rámci bylo počátkem první republiky ustaveno tzv. Stavební družstvo ke zřízení Sokolovny, které mělo za úkol získávání peněz právě pro Sokol. Jednou z jeho aktivit určených k tomuto účelu bylo mimo jiné provozování kina. To bylo realizováno v listopadu roku 1919 podáním žádosti Místnímu výboru, aby bylo možno v sále obecního hostince provozovat kinopředstavení. Místní výbor tuto žádost schválil. Dva roky poté na návrh starosty Josefa Křehlíka zakoupilo Družstvo filmový promítací přístroj a uzavřelo s Místním výborem (jakožto majitelem Radnice) smlouvu o provozování kina. Do roku 1925 se hrálo zpravidla každé dva dny a to 1 až 3 představení, přičemž náklad tvořila částka za vypůjčení a dopravu filmového materiálu, odměna promítači (p. Mrna) po 20 Kč a 60 Kč za přípravu sálu (p. Heim). Na společné schůzi výboru jednoty a Družstva pro postavení sokolovny ve Slatině 2. března 1925 bylo konstatováno, že kinematograf, zřízený v sále obecního hostince, nepřinesl očekávaný finanční efekt a vypůjčené peníze vložené do podniku pokladnu Družstva nesmírně tížily. Bylo proto rozhodnuto provoz kina zastavit, stroje prodat a na podnět starosty vybídnout členstvo k upisování bezúročných půjček. Tato schůze ukončila rozmrzelost zúčastněných funkcionářů a také nedůvěru mnohých občanů.

### Druhá šance pro kino
Špatná hospodářská situace sice v polovině 20. let šance na vybudování kina doslova zmařila (pravděpodobně kvůli nízkému zájmu ze strany diváků), ale už v prosinci 1928 jednota opět naznačuje jisté naděje. Byla podána žádost o povolení kinové koncese a k tomu účelu se zamýšlela postavit zvláštní místnost na cvičišti jako část příští sokolovny. Téma KINO nesla i další schůze jednoty a Družstva, která ovšem nevedla k žádným konkrétním závěrům. Během roku 1929 se na toto téma vedly dlouhé debaty a nakonec bylo odhlasováno, aby na letním cvičišti byla postavena samostatná budova kina, jejíž náklad neměl podle propočtu přesáhnout 180 000 Kč. K tomuto vážnému kroku byla jednota podnícena tím, že jí byla Zemským úřadem v Brně přislíbena přednost při udělení kinové koncese před místním Školským podporovacím spolkem, který se o ni též ucházel, za podmínky, že na provoz kina vybuduje potřebnou budovu. Pro kino byl zvolen název BESEDA. Náklad na stavbu měl být uhrazen převážně členstvem a příznivci jednoty, dary, bezúročnými nebo na nízký úrok poskytnutými půjčkami, zárukami s povinností platit úrok a sbírkami v obci. Slatina byla rozdělena na 5 obvodů a každému přidělen jeden sběratel. Od února do konce roku bylo sebráno od členů 4617 Kč a od příznivců 1446 Kč. Stavba byla zadána staviteli Janu Hrůzovi z Líšně, ostatní řemeslnické práce nejlevnějším nabídkám.
Další problémy a špatný finanční stav kina na sebe nenechaly dlouho čekat, a tak v letech 1932-3 vedlo nepochopení, skryté i zjevné nepřátelství, hlavně však všeobecný úpadek blahobytu v důsledku celosvětové krize k malé návštěvnosti filmových představení. Velké dluhy a neochota členů plnit slíbené závazky situaci hospodaření jen zhoršovaly. Zlepšení této situace nebo nějakou její pronikavější změnu nepřinesly ani společné schůze výboru jednoty Družstva ani jejich společná valná hromada. Mnozí již ani nedoufali, že se finance ještě dají zachránit. Kino stále upadalo, takže se pomýšlelo na jeho úplné zavření.
Rok 1934 přinesl částečné zlepšení hospodářské situace, a tak i vlivem pravidelných lidových představení se sníženým vstupným kino poněkud lépe prosperovalo. V roce 1935 dosáhla finanční tíže jednoty svého vrcholu, takže někteří členové pochybovali o možnosti udržet sokolský majetek. Kinoodbor chtěje polepšit finanční stav jednoty, žádal valnou hromadu o zakoupení zvukové aparatury. Valná hromada z obavy před dalším zatížením žádost zamítá. Kinoodbor tedy na svůj vrub zaručil potřebný obnos, a tak umožnil zahájení zvukových představení, což se dobře osvědčilo.

### Provoz a úpadek za protektorátu
Nástupem protektorátu přicházelo mnoho nejrůznějších nařízení a komplikací. V kině se konaly vzdělávací besídky dorostu, jelikož školní vyučování bylo přerušeno kvůli nedostatku topiv. Bylo nařízeno přísné zatemnění a stanoven limit na 60 filmů německých a 40 filmů jiných. Počátek tohoto období je ale spojen také s mnohými renovacemi budovy kina. Osvědčila se zde nová moderní kamna za 5000 Kč, v červenci 1940 byla provedena kanalizace a oprava zvukové aparatury v celkové ceně 13 000 Kč. V té době si kino finančně vedlo docela dobře, protože divácká návštěva kvetla. V prosinci 1940 se zvedlo vstupné ze 2 na 5 Kč. Krize přišla až počátkem roku 1941. V kině, hospodách a tělocvičnách se nesmí topit, činnost Sokola je zastavena a nářadí zapečetěno. Poslední zápis (duben) z Pamětní knihy Sokola zní: „Kino jede - naši pracují, Němci berou peníze.“

### Po druhé světové válce
Po válce se činnost kina plně obnovila. Roku 1946 byl zakoupen promítací přístroj 8mm (6000 Kč) a začalo promítání pohádek pro děti a krátkých filmů pro dospělé. V sále kina byl 20. února uspořádán kulturní večer s recitacemi, referátem o prezidentu Benešovi a promítání filmu. V rámci Svazu české mládeže měl již v březnu 1947 filmový kroužek 3 promítání. Z dalších 5 představení přinesl do pokladny 470 Kč. Do června roku 1948 tak ve 14 programech promítl celkem 77 filmů a přinesl přes 3400 Kč. Kromě toho bylo na 30 besídkách a 14 schůzkách promítnuto na 60 filmů.
Průběh následujících let je zaznamenán v podobě záznamů o akcích, kde byly promítány tzv. kulturně-politické filmy, zprávy z výročních setkání, údaje o finančních ziscích a počtu zúčastněných osob. To dokumentuje například Pamětní kniha Obvodní rady X města Brna z let 1951-74.

### Současnost
Po převratu v listopadu 1989 bylo zestátněné kino přiděleno obci, poté jej vlastnila firma Moravia. Dva filmy se promítaly pravidelně čtvrtek až neděle vždy po jedné repríze. Programová skladba se nelišila od ostatních běžných brněnských kin, nejednalo se tedy o žádná artová představení. Přibližně od roku 2000 přestalo kino promítat, začalo pomalu chátrat, a tak se radnice rozhodla k prodeji nepotřebných kinokřesel a to za cenu 80 Kč / kus. Až když byla 10. června 2003 podepsána smlouva o pronájmu části pozemku č. p. 1777/0, tedy budovy Besedy, novému nájemci, panu Vítu Šťastnému, začalo kino měnit svoji podobu. Od roku 2004 tak neslo bývalé kino Beseda podtitul Cinema Cafe & Music Pub, bylo nově zrekonstruované a vítalo své návštěvníky letní předzahrádkou. Nějakou dobu zde probíhaly v pozměněné formě filmové projekce, a kino fungovalo jako kinokavárna a jako místo pro příležitostné hudební akce a koncerty. Poté byla činnost ukončena.